# 연속 주조

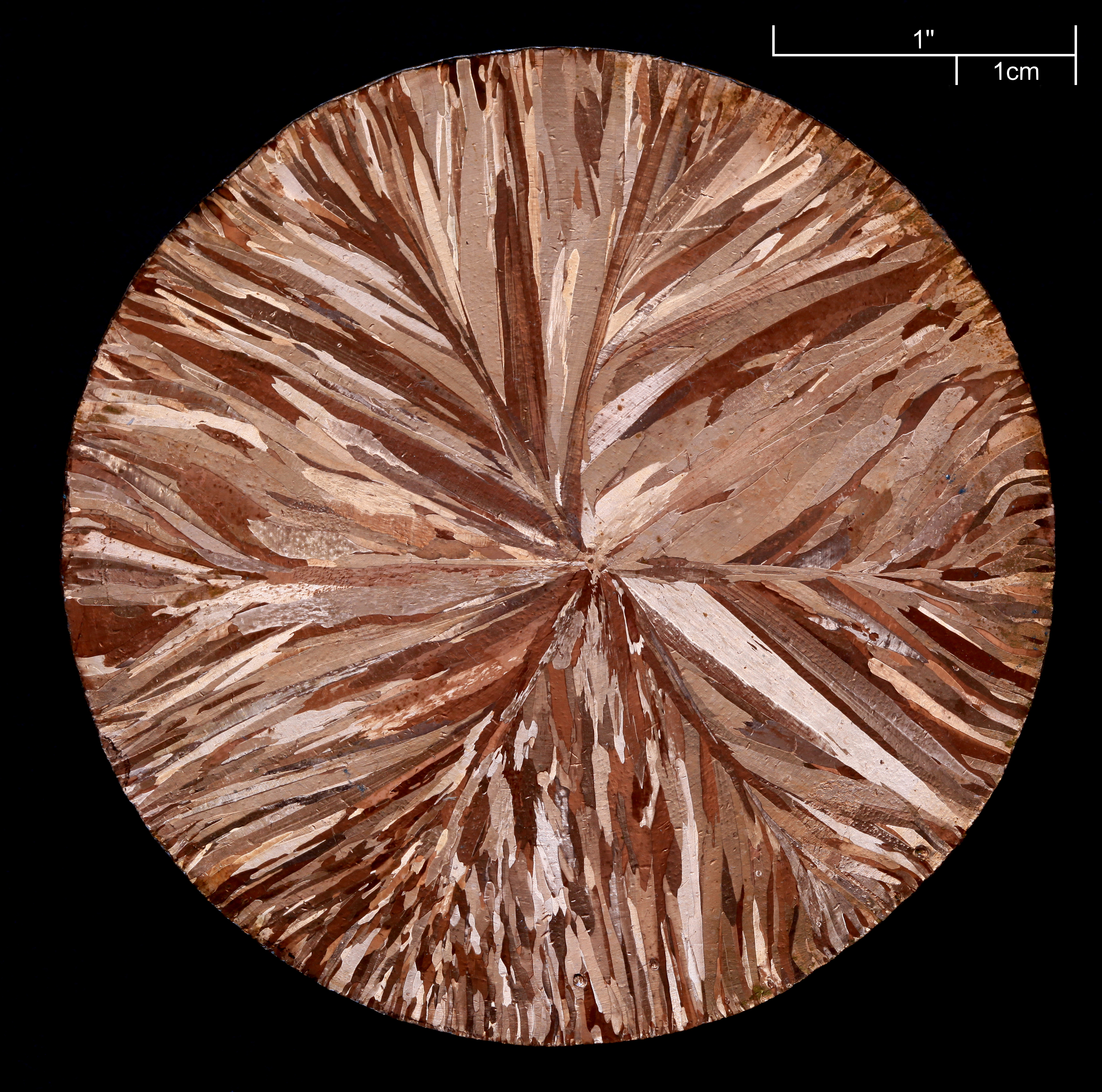
연속 주조된 구리(99.95% 순수)의 매크로 구조, 에칭, ∅ ≈

연속 주조는 스트랜드 주조라고도 불리며, 녹은 금속을 "반제품" 빌렛, 블룸, 또는 슬래브로 응고시켜 후속 제련소에서 굴리는 공정이다. 1950년대 연속 주조가 도입되기 전에는 강철을 고정된 주형에 부어 주괴를 만들었다. 그 이후 "연속 주조"는 생산량, 품질, 생산성 및 비용 효율성을 향상시키기 위해 발전했다. 이 공정은 연속적이고 표준화된 제품 생산의 본질적으로 낮은 비용뿐만 아니라 자동화를 통해 공정에 대한 제어를 증가시켜 더 나은 품질의 금속 단면을 저렴하게 생산할 수 있게 한다. 이 공정은 (주조된 톤수 기준으로) 강철을 주조하는 데 가장 자주 사용된다. 알루미늄과 구리도 연속 주조된다.
베서머 전로로 유명한 헨리 베서머 경은 1857년에 두 개의 역회전 롤러 사이에 금속을 주조하는 특허를 받았다. 이 시스템의 기본 개요는 최근 강철 스트립 주조에 구현되었다.

## 장비 및 공정

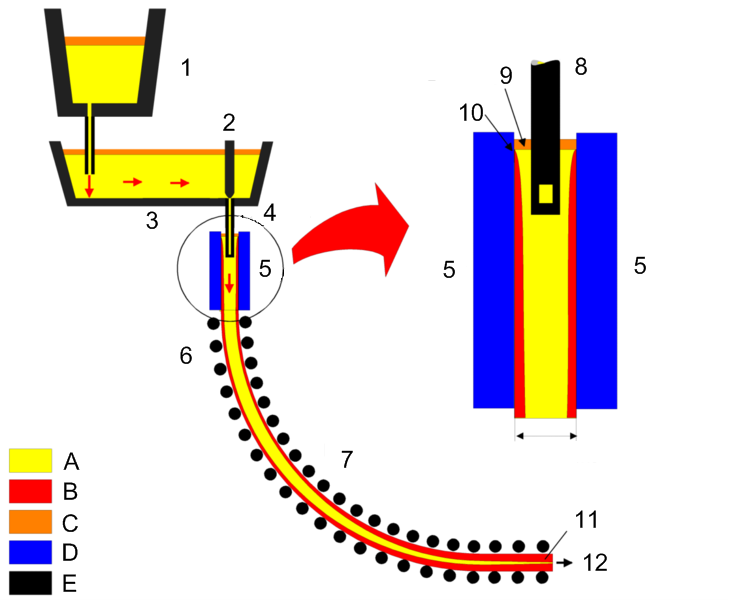
연속 주조. 1: 레이들. 2: 스토퍼. 3: 턴디시. 4: 잠수형 입구 노즐 5: 주형. 6: 롤 지지대. 7: 회전 구역. 8: 잠수형 입구 노즐 9: 탕면. 10: 메니스커스. 11: 인출 장치. 12: 슬래브.
A: 액체 금속. B: 응고된 금속. C: 슬래그. D: 수냉식 구리판. E: 내화 재료.

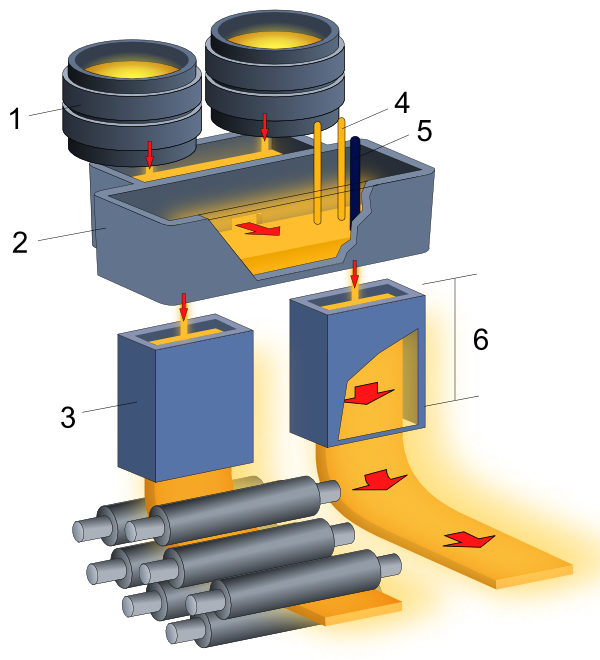
연속 주조 (턴디시 및 주형). 1: 레이들. 2: 턴디시. 3: 주형. 4: 플라즈마 토치. 5: 스토퍼. 6: 직선 구간.

### 강철
녹은 금속은 용광로에서 레이들로 추출된다. 합금 및 탈가스화와 같은 레이들 처리 과정을 거쳐 정확한 온도에 도달한 후, 레이들은 주조기 상단으로 운반된다. 일반적으로 레이들은 주조기의 회전식 터릿에 있는 슬롯에 놓인다. 하나의 레이들은 '주조 중' 위치(주조기에 공급)에 있고, 다른 레이들은 '주조 대기' 위치에서 준비되며, 첫 번째 레이들이 비워지면 주조 위치로 전환된다.
레이들에서 뜨거운 금속은 내화물 슈라우드(파이프)를 통해 턴디시라고 불리는 보관조로 전달된다. 턴디시는 레이들을 교체하는 동안 금속 저장고를 주조기에 공급할 수 있게 하여 뜨거운 금속의 완충 역할을 하고, 흐름을 매끄럽게 하며, 주형으로의 금속 공급을 조절하고 금속을 정화한다(아래 참조).
일반적으로 "턴디시 보드"라고 알려진 일회용 작업 라이닝 내화물이 사용된다.
금속은 다른 슈라우드를 통해 턴디시에서 개방형 구리 주형 상단으로 배출된다. 주형의 깊이는 주조 속도와 단면 크기에 따라 0.5 to 2 미터 (20 to 79 in)까지 다양하다. 주형은 뜨거운 금속을 직접 접촉하여 응고시키기 위해 수냉식이며, 이것이 1차 냉각 공정이다. 또한 금속이 주형 벽에 달라붙는 것을 방지하기 위해 수직으로(또는 거의 수직에 가까운 곡선 경로로) 진동한다. 금속과 접촉하여 녹는 분말 또는 액체 형태의 윤활제가 주형의 금속에 첨가되어 달라붙는 것을 방지하고, 금속에 있을 수 있는 산화물 입자 또는 스케일을 포함한 슬래그 입자를 포집하여 풀의 상단으로 올려 슬래그 부유층을 형성한다. 슈라우드는 뜨거운 금속이 주형의 슬래그층 표면 아래로 나오도록 설정되어 있으므로 잠수형 입구 노즐(SEN)이라고 불린다. 경우에 따라 턴디시와 주형 사이에 슈라우드가 사용되지 않을 수 있다('개방 주조'). 이 경우 턴디시 바닥의 교체 가능한 계량 노즐이 금속을 주형으로 직접 보낸다. 일부 연속 주조 설비는 동일한 턴디시에서 여러 주형에 공급한다.
주형에서 주형 벽에 인접한 금속의 얇은 껍질이 중앙보다 먼저 응고된 후, 이제 스트랜드라고 불리는 주조된 금속은 주형 바닥에서 스프레이 챔버로 나온다. 스트랜드 벽 내부의 대부분의 금속은 여전히 녹은 상태이다. 스트랜드는 스프레이 챔버를 통과하면서 밀접하게 배치된 수냉식 롤러에 의해 즉시 지지되는데, 이 롤러는 스트랜드 내부에 아직 응고 중인 액체의 정수압(hydrostatic pressure와 비교)에 대해 스트랜드 벽을 지지한다. 응고 속도를 높이기 위해 스트랜드는 스프레이 챔버를 통과할 때 다량의 물이 뿌려지며, 이것이 2차 냉각 공정이다. 스트랜드의 최종 응고는 스트랜드가 스프레이 챔버를 나간 후에도 일어날 수 있다.
이곳에서 연속 주조 기계의 설계가 달라질 수 있다. 이것은 '곡선 앞치마' 주조 기계를 설명하며, 수직 구성도 사용된다. 곡선 앞치마 주조 기계에서 스트랜드는 주형에서 수직으로(또는 거의 수직에 가까운 곡선 경로로) 나오며, 스프레이 챔버를 통과하면서 롤러가 스트랜드를 점진적으로 수평으로 구부린다. 수직 주조 기계에서는 스트랜드가 스프레이 챔버를 통과하는 동안 수직 상태를 유지한다. 곡선 앞치마 주조 기계의 주형은 기계의 기본 설계에 따라 직선 또는 곡선일 수 있다.
진정한 수평 주조 기계에서는 주형 축이 수평이고 강철의 흐름이 액체에서 얇은 껍질, 그리고 고체로 수평이다(구부러짐 없음). 이 유형의 기계에서는 주형에서 들러붙는 것을 방지하기 위해 스트랜드 또는 주형 진동이 사용된다.
스프레이 챔버를 나간 후, 스트랜드는 교정 롤(수직 기계 외에서 주조된 경우)과 인출 롤을 통과한다. 인출 후 금속의 뜨거운 상태를 이용하여 최종 스트랜드를 미리 형성하기 위한 열간 압연 스탠드가 있을 수 있다. 마지막으로, 스트랜드는 기계식 전단기 또는 이동식 산소-아세틸렌 토치에 의해 미리 정해진 길이로 절단되고, 식별을 위해 표시되며, 재고로 보내지거나 다음 성형 공정으로 보내진다.

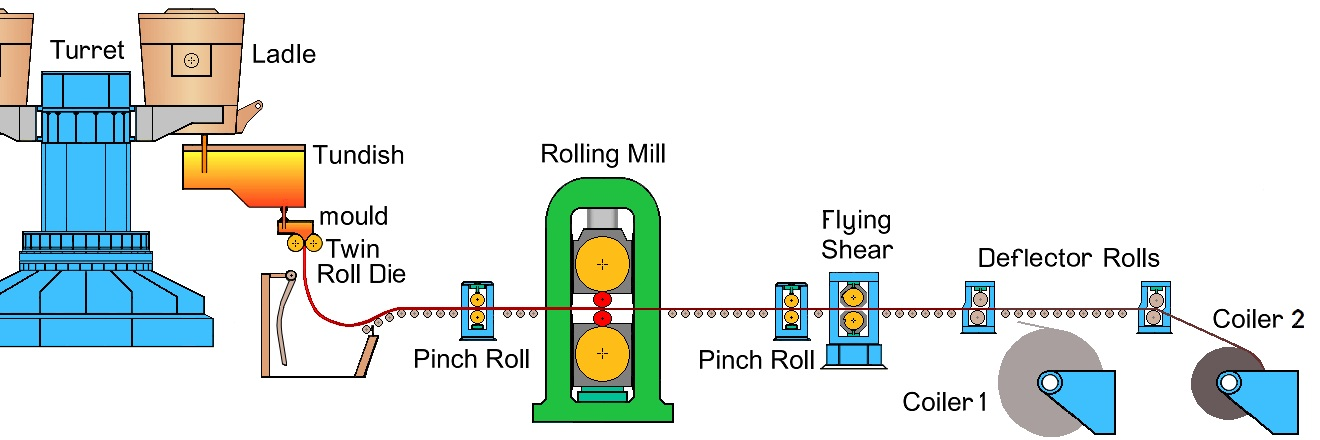
박판 주조 공장의 스케치.

많은 경우에 스트랜드는 추가 롤러 및 기타 메커니즘을 통해 최종 형태로 금속을 평평하게 만들거나, 압연하거나, 압출할 수 있다.
1980년대 중반 이후의 개발은 주조될 수 있는 두께를 줄였는데, 처음에는 ~50mm 두께의 전송 바(얇은 슬래브라고도 함)로, 그 다음 최근에는 2mm 두께의 박판 주조까지 줄였다.

### 알루미늄 및 구리용 주조 기계
파일:Continuous_casting_of_Al.jpg|진행 중인 연속 열간 수직 주조 (알루미늄)
파일:Continuous_casting_die.jpg|녹은 알루미늄이 이 주조 다이에 부어진다 (다이의 상단 뷰)
파일:Continuous_casting_die_end.jpg|주조 다이의 하단 끝
파일:Al_extrusion_blanks.jpg|결과로 나온 알루미늄 블랭크 (크기에 맞게 절단 후)
알루미늄과 구리는 수평으로 주조될 수 있으며, 융점이 낮기 때문에 특히 스트립의 경우 니어넷 형상으로 더 쉽게 주조될 수 있다.

### 연속 주조 단면 범위
- 주조 기계는 빌렛, 블룸, 슬래브 또는 스트립 주조기로 지정된다.
- 슬래브 주조기는 두께보다 훨씬 넓은 단면을 주조하는 경향이 있다.
  - 기존 슬래브는 폭 100~1600 mm, 두께 180~250 mm, 길이 최대 12 m 범위이며, 기존 주조 속도는 최대 1.4 m/분이지만, 슬래브 폭과 주조 속도는 현재 증가하고 있다.
  - 더 넓은 슬래브는 3250×150 mm까지 사용 가능하다.
  - 두꺼운 슬래브는 특정 강철 시설에서 2200×450 mm까지 사용 가능하며, 일반적으로 200mm에서 300mm까지 범위이다.
  - 얇은 슬래브(저탄소 강): 특정 시설에서 1680×50 mm이며, 개별 기계 설계에 따라 일반적으로 두께는 40mm에서 110mm까지 다양하다.[1][3]
- 기존 블룸 주조기는 200×200 mm 이상의 단면을 주조한다. 블룸 길이는 4m에서 10m까지 다양할 수 있다.
- 빌렛 주조기는 200 mm 정사각형 이하의 작은 단면 크기를 주조하며, 길이는 최대 12 m이다. 주조 속도는 최대 4 m/분까지 도달할 수 있다.
- 라운드: 직경 500 mm 또는 140 mm
- 기존 빔 블랭크: 단면이 형강과 유사하게 생겼다. 전체 1048×450 mm 또는 438×381 mm
- 니어넷 형상 빔 블랭크: 전체 850×250 mm
- 스트립: 두께 2–5 mm, 폭 760–1330 mm[2]

## 공정의 시작 및 제어
연속 주조기를 시작하려면 주형 바닥을 막기 위해 스프레이 챔버를 통해 더미 바(기본적으로 곡선 금속 빔)를 위로 넣어야 한다. 금속은 주형에 부어지고 응고되면 더미 바와 함께 인출된다. 불필요한 가동 중단 및 재시작('턴어라운드'라고 함)을 피하기 위해 그 후 금속 공급이 보장되어야 하는 것이 매우 중요하다. 주조기가 멈추고 다시 시작할 때마다 새로운 턴디시가 필요하다. 턴디시에 주조되지 않은 금속은 배수할 수 없고 대신 '스컬'로 얼어붙기 때문이다. 턴어라운드를 피하려면 합금 첨가물, 슬래그 커버 및 탈슬래그, 금속을 받기 전 레이들 예열 등 여러 매개변수에 따라 크게 달라질 수 있는 금속 온도를 용탕 공장(레이들 용광로 포함)에서 엄격하게 제어해야 한다. 그러나 턴디시 내 금속량을 줄임으로써 주조 속도를 낮출 수 있으며(이는 턴디시 마모를 증가시킬 수 있음), 주조기가 여러 스트랜드를 가지고 있다면 상류 지연에 맞춰 하나 이상의 스트랜드를 중단할 수 있다. 특정 횟수의 열처리 후 턴디시 온도가 너무 높아지거나 교체 불가능한 부품(예: 박판 주조기의 잠수형 입구 노즐(SEN))의 수명이 다하면 턴어라운드는 생산 순서에 따라 계획될 수 있다.
많은 연속 주조 작업은 이제 완전 컴퓨터 제어된다. 레이들 슈라우드, 턴디시 및 주형에 있는 여러 전자기, 열 또는 방사선 센서는 금속의 수위 또는 무게, 유량 및 뜨거운 금속의 온도를 감지하며, 프로그래머블 로직 컨트롤러(PLC)는 인출 롤의 속도 제어를 통해 스트랜드 인출 속도를 설정할 수 있다. 주형으로의 금속 흐름은 세 가지 방법으로 제어할 수 있다.
- 턴디시를 통해 내려오는 스토퍼 로드
- 주형 슈라우드 상단의 슬라이드 게이트
- 금속이 개방 주조되는 경우, 주형으로의 금속 흐름은 계량 노즐의 내경에 의해서만 제어된다. 이 노즐은 일반적으로 교체 가능하다.

전반적인 주조 속도는 레이들 슬라이드 게이트를 통해 턴디시의 금속 양을 변경하여 조정할 수 있다. PLC는 또한 주형 진동 속도와 주형 분말 공급 속도, 그리고 스트랜드 내 냉각 스프레이의 물 흐름을 설정할 수 있다. 컴퓨터 제어는 또한 중요한 주조 데이터를 다른 제조 센터(특히 제강로)로 전송하여 제품의 '넘침' 또는 '부족'을 피하기 위해 작업 속도를 조정할 수 있게 한다.

## 문제점

### 산소 오염
많은 자동화가 수축이나 편석이 거의 없는 주물을 생산하는 데 도움이 되지만, 금속이 사전에 깨끗하지 않거나 주조 과정에서 '더러워지면' 연속 주조는 무용지물이다. 뜨거운 금속이 더러워지는 주요 방법 중 하나는 산화로, 이는 용융 금속 온도(강철의 경우 최대 1700 °C)에서 빠르게 발생한다. 가스, 슬래그 또는 미용해 합금의 불순물도 존재할 수 있다. 산화를 방지하기 위해 금속은 가능한 한 대기로부터 격리된다. 이를 위해 노출된 액체 금속 표면은 슈라우드로 덮이거나, 레이들, 턴디시 및 주형의 경우 합성 슬래그로 덮인다. 턴디시에서는 액체 금속보다 밀도가 낮은 불순물(가스 방울, 기타 슬래그 또는 산화물, 미용해 합금)도 표면으로 떠올라 슬래그 층에 갇힐 수 있다. 주조 작업을 시작할 때 턴디시와 주형이 처음 채워지는 동안 액체는 산소로 심하게 오염되며, 처음 생산된 품목은 일반적으로 격리되거나 최고 품질의 재료를 필요로 하지 않는 고객에게 전환된다.
상향 주조는 금속(예: 구리 또는 은) 시드(예: 금속 막대)에서 연속 제품을 형성함으로써 이 문제를 해결한다.

### 브레이크아웃
연속 주조에서 발생할 수 있는 주요 문제점은 용탕의 파열(breakout)이다. 어떤 이유로든 스트랜드의 고체 껍질이 깨져 내부에 포함된 아직 녹아있는 금속이 쏟아져 나와 기계를 오염시킨다. 대부분의 산업 환경에서 이 사건은 스트랜드 가동 중단을 초래하고 일반적으로 스트랜드 장비 내부에서 쏟아진 물질을 제거하거나 손상된 기계를 교체해야 하는 연장된 턴어라운드를 필요로 하기 때문에 매우 비용이 많이 든다. 브레이크아웃은 일반적으로 껍질 벽이 위에 있는 액체 기둥을 지지하기에는 너무 얇아서 발생하며, 이는 종종 열 관리와 관련된 여러 가지 근본 원인을 가지고 있다. 주형이나 스트랜드 냉각 스프레이로의 냉각수 흐름이 부적절하면 응고되는 금속에서 열 제거가 불충분하여 고체 껍질이 너무 느리게 두꺼워질 수 있다. 금속 인출 속도가 너무 빠르면 껍질이 강화된 냉각 스프레이에서도 필요한 두께로 응고할 시간이 없을 수 있다. 마찬가지로, 유입되는 액체 금속이 너무 뜨거워 최종 응고가 예상보다 늦게 스트랜드 아래쪽에서 발생할 수 있다. 이 지점이 교정 롤 아래에 있으면 교정 중에 가해지는 응력으로 인해 껍질이 파열될 수 있다. 브레이크아웃은 또한 응고 초기 몇 초 동안 주형 내에서 발생하는 껍질의 물리적 불규칙성 또는 손상으로 인해 발생할 수 있다. 주형 내 과도한 난류는 비정상적으로 성장하는 불규칙한 껍질 패턴을 유발하거나 껍질 내에 슬래그 방울을 가두어 벽 강도를 감소시킬 수 있다. 흔히 발생하는 것은 껍질이 주형 표면에 들러붙어 찢어지는 현상이다. 현대의 계측 주형 및 컴퓨터 제어 시스템은 일반적으로 이를 감지하고 주조기를 일시적으로 늦춰 벽이 주형 내에서 지지되는 동안 다시 얼어붙고 치유되도록 한다. 찢어짐이 주형 출구 근처에서 발생하거나 예상치 못한 심각성인 경우, 껍질은 주형 벽에서 나오면 여전히 파열될 수 있다. 유입되는 금속이 심하게 과열되면 파열 위험을 감수하는 것보다 주조기를 중단하는 것이 바람직할 수 있다. 또한, 금속의 납 오염(초기 강철 주입물에 있는 균형추 또는 납축전지로 인해 발생)은 주형 벽과 강철 사이에 얇은 막을 형성하여 열 제거 및 껍질 성장을 방해하고 파열 위험을 증가시킬 수 있다.

### 기타 고려 사항
발생할 수 있는 또 다른 문제는 탄소 비등이다. 강철에 용해된 산소가 함께 존재하는 탄소와 반응하여 일산화 탄소 기포를 생성한다. 비등이라는 용어가 암시하듯이, 이 반응은 극도로 빠르고 격렬하여 다량의 뜨거운 가스를 발생시키며, 주조 기계의 제한된 공간에서 발생하면 특히 위험하다. 산소는 규소 또는 알루미늄을 강철에 첨가하여 "킬링"함으로써 제거할 수 있으며, 이들은 반응하여 산화 규소(실리카) 또는 산화 알루미늄(알루미나)을 형성한다. 그러나 강철에 알루미나가 너무 많으면 주조 노즐이 막혀 강철이 '질식'하게 된다.
전산 유체 역학 및 기타 유체 흐름 기술은 새로운 연속 주조 작업, 특히 턴디시 설계에 광범위하게 사용되어 뜨거운 금속에서 불순물과 난류를 제거하고, 모든 금속이 너무 식기 전에 주형에 도달하도록 보장한다. 턴디시 또는 주형 내 흐름 조건에 대한 약간의 조정만으로도 제품의 불량률이 높거나 낮아지는 차이를 가져올 수 있다.

## 스타터 바
더미 바라고도 불리는 스타터 바는 보관을 위한 유연한 자유 끝 부분과 주형을 막는 단단한 끝 부분을 가지고 있다. 스타터 바는 분할된 평면 스파인 한쪽에 고정된 개별 블록으로 구성되어 있으며, 끝과 끝이 연결되어 있다. 테이퍼진 블록 형태의 조절 가능한 스페이서는 바의 블록 사이에 배치되어 스타터 바가 주조 경로에 해당하는 곡선형으로 자체 지지될 수 있도록 한다. 스타터 바의 끝 부분에 있는 더 유연한 스파인은 스타터 바가 주조 경로보다 더 조밀한 반경으로 구부러질 수 있도록 하며, 블록은 지지되지 않는 형태로 펼쳐진다. 유연한 끝 부분을 보관 위치에서 지지하기 위한 보관 램프가 제공된다. 주조가 시작되기 전에 스타터 바는 유압 액추에이터를 사용하여 주조기(주조 반대 방향)를 통해 공급된다. 주형 바닥까지 완전히 공급되면 주형을 채우는 공정을 계속하여 원활한 시작을 보장할 수 있다.

## 직접 스트립 주조
직접 스트립 주조는 녹은 상태에서 금속 시트를 직접 생산하여 상당한 2차 가공의 필요성을 최소화하는 연속 주조 공정이다. 저탄소 시트 강철의 경우, 이 공정은 2000년대 초반부터 상업적으로 성공을 거둔 비교적 새로운 공정이다.

## 트윈 벨트 연속 주조
트윈 벨트 연속 주조는 일정한 직사각형 단면을 가진 대량의 연속 금속 막대 또는 스트립을 생산하는 연속 주조 공정이다. 트윈 벨트 연속 주조는 평행한 탄소강 벨트가 상부 및 하부 주조 표면으로 장력 상태로 유지되는 이동 주형을 사용한다. 벨트와 함께 움직이며 원하는 주조 폭에 따라 간격을 둔 직사각형 강철 또는 구리 블록 체인이 주형의 측면을 형성한다.
녹은 금속은 턴디시에서 주조 벨트 사이에 놓인 노즐을 통해 트윈 벨트 연속 주조 기계로 유입된다. 금속은 벨트와 직접 접촉하여 냉각되며, 벨트는 다시 고압 순환수에 의해 냉각된다. 필요한 주형 계면 특성을 제공하고 접착을 방지하기 위해 벨트 주조 표면에 다양한 코팅을 적용할 수 있다.
트윈 벨트 연속 주조 기계에서 주조된 금속은 열간 압연 공장과 동기화되어 직접 공급된다. 주조 및 압연 작업을 결합하면 중간 주조 및 재가열 단계를 포함하는 다른 주조 공정에 비해 상당한 에너지 및 비용 절감을 가져올 수 있다.
트윈 벨트 연속 주조 기계에서 주조되는 금속: 구리(바, 스트립, 애노드), 알루미늄(스트립), 아연(스트립), 납(스트립)
생산 속도 및 주조 속도: 트윈 벨트 연속 주조 속도는 시간당 최대 60톤, 분당 최대 14미터에 이른다.
트윈 벨트 연속 주조는 니어넷 형상 주조 공정으로, 2차 압연 또는 성형 작업의 필요성을 크게 줄인다. 예를 들어, 구리 애노드 플레이트를 주조할 때 주조된 슬래브는 압연되지 않고 직접 개별 애노드 플레이트로 전단된다.
냉각 벨트는 일반적으로 저탄소 강철로 만들어지며 평탄도와 정확성을 보장하기 위해 주조기 내에서 장력 상태로 유지된다. "차가운" 벨트가 주형 영역에 진입하면 주조 구역에서 가열되어 열팽창으로 인한 강력한 힘을 받는다. 넓은 스트립을 주조할 때 이러한 힘은 주름을 제거하고 주형 입구에서 벨트의 열 변형을 줄이기 위해 제어되어야 한다. 이러한 힘은 주형 진입 전에 벨트를 예열하거나, 주형에 진입한 후 자력으로 안정화시켜 제어할 수 있다.
벨트 예열: 넓은 스트립 주조의 경우, 벨트 예열 시스템을 사용하여 주조 주형에 진입하기 직전에 벨트를 150 °C 이상으로 가열하여 냉간 프레임의 영향을 줄일 수 있다. 유도 가열 코일을 폭 전체에 사용하여 각 벨트를 예열할 수 있다. 열 변형 방지 외에도 높은 예열 온도는 벨트 표면에 존재하는 모든 수분을 제거하는 역할을 한다.
자기 안정화: 넓은 스트립을 주조할 때, 국부적인 열 변형의 경향은 주형 영역 내에서 고강도, 자기 벨트 후면 지지 롤을 사용하여 저항할 수 있다. 이동하는 벨트는 자화된 회전 핀에 의해 지지 롤에 고정되어 벨트를 평평하게 유지한다.
트윈 벨트 연속 주조기 내에서 용융 금속은 주형 영역을 통과하면서 주형 표면에서 점차적으로 응고되며, 응고되는 외부 표면 사이에 용융 금속의 웅덩이가 존재한다. 벨트 코팅, 질감 및 가스층 변형은 주조 금속에서 벨트로의 열 전달 속도를 미세 조정하는 데 사용된다. 완전 두께 응고는 얇은 스트립의 경우 주형을 통과하는 경로의 30% 정도에서 일찍 발생할 수 있으며, 출구 수냉 스프레이 및 롤러 지지가 필요한 대형 바의 경우 주형 출구에서 최대 2m 떨어진 곳에서 발생할 수 있다.
밀폐형 풀 공급: 알루미늄과 같은 특정 금속을 주조할 때, 완전히 밀폐된 풀 "주입" 금속 공급 시스템을 사용할 수 있다. 여기서는 금속이 약간의 압력 하에 밀폐된 주형 공동으로 유입된다. 금속 흐름은 턴디시의 사전 설정된 수위를 유지함으로써 제어된다. 공급 주둥이 또는 노즐은 일반적으로 열적으로 안정적이며 흐르는 금속에서 방출되는 가스에 투과성인 세라믹 재료로 만들어진다.
개방형 풀 공급: 구리, 아연 및 납과 같은 다른 금속을 주조할 때는 종종 개방형 풀 공급 시스템이 사용된다. 이 경우 상부 벨트 풀리가 하부 풀리보다 하류로 오프셋된다. 금속은 개방형 트로프 또는 턴디시를 통해 벨트가 수렴하는 지점에서 형성된 용융 금속의 정지된 풀로 흘러 들어간다. 산화 방지를 위해 차폐 가스가 사용될 수 있다.
주형 테이퍼링: 트윈 벨트 주조기는 다른 이동 주형 주조기와 달리 네 개의 주형 표면이 모두 독립적이다. 이를 통해 주형 표면을 테이퍼링하여 주조 제품이 수축함에 따라 계속 접촉할 수 있도록 할 수 있다. 벨트 뒷면에 지속적으로 적용되는 고속 냉각수는 벨트에 충돌하여 벨트에 힘을 생성한다. 이 힘은 벨트를 스트립 또는 슬래브 표면에 압착하여 수축 시 주형 전체에서 벨트가 주조 제품과 밀접하게 접촉하도록 유지한다. 주형의 각 측면은 무한한 댐 블록 체인으로 형성되며, 이 블록 체인은 조절 가능한 스프링 장착 가이드에 의해 주조 스트립에 고정된다.
용융 금속 수위 제어: 높은 주조 속도를 수용하고 가능한 한 높은 풀 수위를 유지하기 위해 비접촉 전자기 금속 수위 표시기가 주조기에서 풀 수위를 감지하는 데 사용될 수 있다.
알루미늄 또는 구리 스트립 주조: 상업용 트윈 벨트 연속 스트립 주조기는 주조 상태에서 두께 10~35 mm, 폭 최대 2035 mm의 치수를 생산할 수 있다. 열간 압연 공장으로 직접 공급된 후, 주조 스트립은 일반적으로 1~3 mm 두께의 스트립으로 압연된다.
구리 바 주조: 주조 상태 치수는 두께 35–75 mm, 폭 50–150 mm 범위이다. 열간 압연 공장으로 직접 공급된 후, 주조 바는 일반적으로 8 mm 직경의 봉으로 압연되어 와이어 드로잉에 사용된다.
구리 애노드 주조: 애노드 러그 주형과 이동식 유압 전단기를 포함하는 특수 댐 블록이 트윈 벨트 주조기에 추가되어 순형 구리 애노드를 연속적으로 주조한다. 애노드 폭은 약 1미터(러그 제외), 두께는 16 mm에서 45 mm이다. 이 공정의 주요 장점은 주조된 애노드의 크기와 표면 품질 면에서의 균일성이다. 이 공정을 사용하여 주조된 애노드는 주조 후 추가적인 준비가 필요하지 않다.
주형 길이: 주형 길이는 스트립 주조기의 경우 약 2000 mm에서 구리 바 주조기의 경우 최대 3700 mm에 이른다.

## 추가 문헌
- Oman Aluminium Rolling Company: Capturing Growth Trends for Aluminum and Transforming Oman, Andrea Svendsen Company: Light Metal Age Issue: Vol. 70, No. 6 Summary 2013
- Modern Advances in Producing Building Sheet Products from Twin Roll Cast Aluminum, Light Metal Age, April 2008
- Dr. –Ing. Catrin Kammer, Goslar, Continuous 주조 of aluminium, pp 16–17, 1999, European Aluminium Association
- Matthew J. King, Kathryn C. Sole, William G. I. Davenport, Extractive 금속공학 of Copper, pp 166, 239, 256-247, 404-408, Copyright 2011 엘스비어 사이언스, Ltd.
- Mechanical Engineer's Reference Book, 12th Edition. Edited by E.H. Smith. Published by 엘스비어, Amsterdam, 1998.
- T Frederick Walters, Fundamentals of Manufacturing for Engineers. Taylor & Francis, London, 2001
- Section sizes from the Bluescope Steel website and from the AISI's website on continuous casting
- Thin slab casting and rolling, Ispatguru website